# Les amours perdues
|  | Denne artikel er oprettet af botten PalnaBot ud fra en ekstern database. Den kan derfor have sproglige fejl eller mangler. Denne skabelon kan fjernes efter kontrol af indholdet. |

Les amours perdues er en kortfilm fra 2011 instrueret af Samanou Acheche Sahlstrøm efter manuskript af Samanou Acheche Sahlstrøm.

## Handling
Les Amours Perdues er en rendyrket fransk kærlighedstragedie. Den handler om Maria, der ønsker kærlighed i sit liv. Hun overværer en mands selvmordsforsøg og bliver draget af hans skæbne. Manden hedder Vincent og er anerkendt forfatter, men hans storhedstid er forbi. Maria tiltrækkes af Vincent og fascineres af kvinden og den kærlighed, som var mellem dem. Maria ønsker at opleve denne kærlighed med Vincent og langsomt ændres hendes liv, identitet og skæbne.